# Ndr. Omfartsvej (Brønderslev)
Ndr. Omfartsvej  er en tosporet omfartsvej der går nord om Brønderslev. 
Vejen er en forsættelse af  Agdrupvej og er en del af Ring 2 der går halvvejs rundt om Brønderslev. 
Den er med til at lede trafikken uden om Brønderslev Centrum så byen ikke bliver belastet af så meget gennemkørende trafik.
Brønderslev Kommune er i gang med at anlægge en forlængelse af Ndr. Omfartsvej til Hjørringvej, når den er færdig vil Brønderslev have en fuldent omfartsvej omkring byen.

Vejen forbinder i Agdrupvej syd med Ådalen i nord.